# سالومه (فیلم ۱۹۸۶)
سالومه (انگلیسی: Salome) فیلمی در ژانر درام است که در سال ۱۹۸۶ منتشر شد. از بازیگران آن می‌توان به جو چمپا، توماس میلیان و پل مولر اشاره کرد.